# Jordánszky-kódex

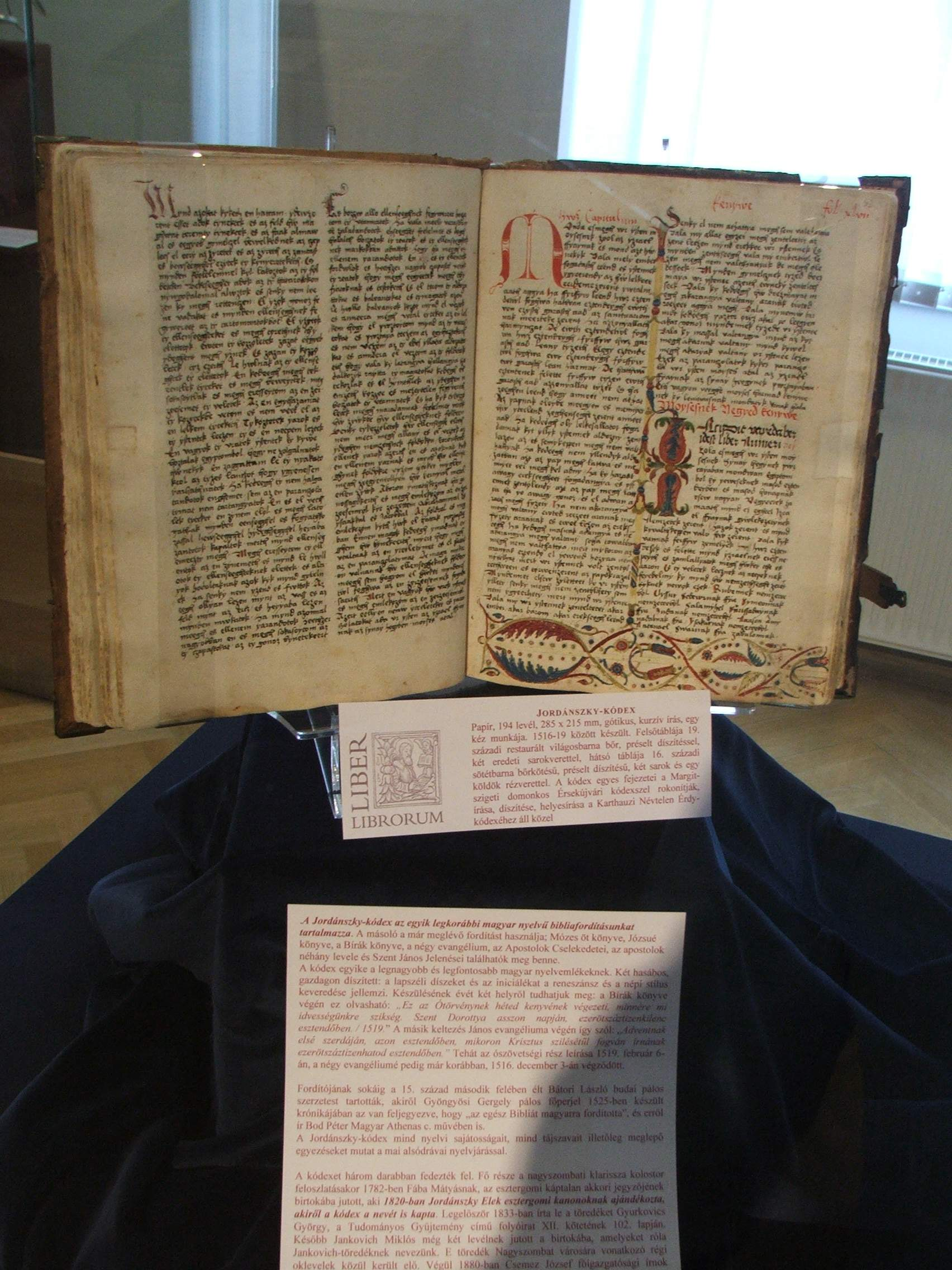
A kódex az esztergomi Szent Adalbert Központ kiállításán

Az esztergomi Főszékesegyházi Könyvtárban őrzött Jordánszky-kódex tartalma nagy valószínűséggel boldog Báthory László pálos rendi szerzetes magyar nyelvű bibliafordításának másolata a XVI. század elejéről (1516-1519). Második fennmaradt bibliafordításunk az Ószövetség első hét könyvét és Szent Pál leveleinek kivételével a teljes Újszövetséget tartalmazza. A kódexet három darabban fedezték föl. Névadója Jordánszky Elek, esztergomi kanonok. A kódex egyike a legnagyobb és legfontosabb magyar nyelvemlékeknek. Báthory Lászlóról Gyöngyösi Gergely pálos generális perjel 1525-ben készült krónikájában (I. Remete Szent Pál Remete Testvéreinek Élete. Fráter György Alapítvány, Pilisszántó, 1998) leírja, hogy az egész Bibliát magyarra fordította, és erről ír Bod Péter Magyar Athenas c. művében is.

## Kutatástörténet
Báthory László bibliáját az alábbiak kutatták: Ányos Pál, Weszprémi István, Sándor István, Révai Miklós, Jankovich Miklós – a Jordánszky-kódex ismertetése. másolása és kiadása körül pedig Gyurikovics György, Szlemenics Pál, Horvát István, Döbrentei Gábor, Szalay László és Toldy Ferenc fáradoztak.

## A Jordánszky-kódex szerzője
Szerzőjeként leginkább Báthory Lászlót emlegetik, kinek nevét más kódexszel is összekötötték. Sándor István és Révai Miklós a Bécsi kódex bibliafordítását tulajdonították neki. Azonban Sándor és Révai még csak egy kézirati magyar bibliáról tudtak, és annak is csak egyik feléről, a Bécsi kódexről. Az ezt kiegészítő Müncheni-kódex csak 1834-ben, a másik kézirati bibliafordítás pedig, mint Jordánszky-kódex 1833-ban lett ismert. Az első két fennmaradt magyar bibliafordítás részletről Döbrentei Gábor bebizonyította, hogy Tamás és Bálint ferencesek fordítása, így kizárva Báthory szerzőségét.
Ezt Jankovich Miklós állította először. Jankovich szerint a Jordánszky-kódex és Báthory László (pálos szerzetes) kapcsolatát bizonyítja, hogy a kódex megmaradt részeinek papírja egyértelműen XV. század közepére datálható. Azonban a kódex – írójának elkövetett hibáiból ítélve – nem feltétlenül Báthory eredeti írása, hanem egy 1516 és 1519-ből való másolata. Báthory eredetije ugyanis Mátyás király könyvtárába jutott, így bővítve a magyar Corvin-kódexek számát.
Weszprémi István azt állítja, hogy az ő idejében a fordítás az elefánti kolostorban (ma Felsőelefánt, ahova a törökök elől menekítették) még megvolt – csak azt nem említi, hogy az eredeti, vagy egy másolat.

## A Jordánszky-kódex története
Báthory László az egész Bibliát lefordította magyarra, és a Jordánszky-kódex Fába Mátyás esztergomi főérseki káptalanhoz került.
Az első 23, addig hiányzó lapot Csemez József győri iskolaigazgatótól 1880-ban Simor János hercegprímás és esztergomi érsek 300 Ft-ért megvette, és a meglévő részhez illesztette.
A teljes Jordánszky-kódexnek így következnek az egyes részei:
- 1. Hiányzik az első számozatlan levél.
- 2. A Csemez-töredék számozatlan levele
- 3. Jankovich-töredék (Fol. I-II., az OSZKban, M. Ny. 4.)
- 4. Csemez-töredék, Fol. III. (a IV. hiányzik), V.-XXV.
- 5. A Jordánszky-kódex 63 (!) levele, Fol. XXVIII-LXXXVIII. számozással
- 6. A Jordánszky-kódex 109 (!) levele, újrakezdődő Fol. I.-CVIII. számozással

Tehát ma az esztergomi Főszékesegyházi Könyvtárban MSS II. 1. jelzettel őrzött kódex tehát összesen 194 levélből áll, a I.-II. fólió az OSZK-ban van.

## Jelentősége
Csak nagyon sokára jelentkezett a társadalmi igény anyanyelvű írásművekre.